# ヴラツァ・トロリーバス
ヴラツァ・トロリーバス（ブルガリア語: Тролейбуси във Враца）は、ブルガリアの都市・ヴラツァ市内のトロリーバス。2025年現在は路線バス（電気バス）と共にヴラツァ市が運営するヴラツァトロリーバス輸送会社（„Тролейбусен транспорт – Враца“ ЕООД）によって運営されている。

## 概要
1988年9月に開通した、ヴラツァ市内を走るトロリーバス路線。長らく施設の更新が行われない状況が続き、老朽化が課題となっていたが、2020年代以降欧州連合の支援を受ける形で施設の更新・近代化が継続的に行われている。また、車両についても2021年にベラルーシのBKMホールディングが展開するトロリーバス車両（ノンステップバス）が9両導入されており、2025年現在はこれらが営業運転に用いられている。

過去の車両
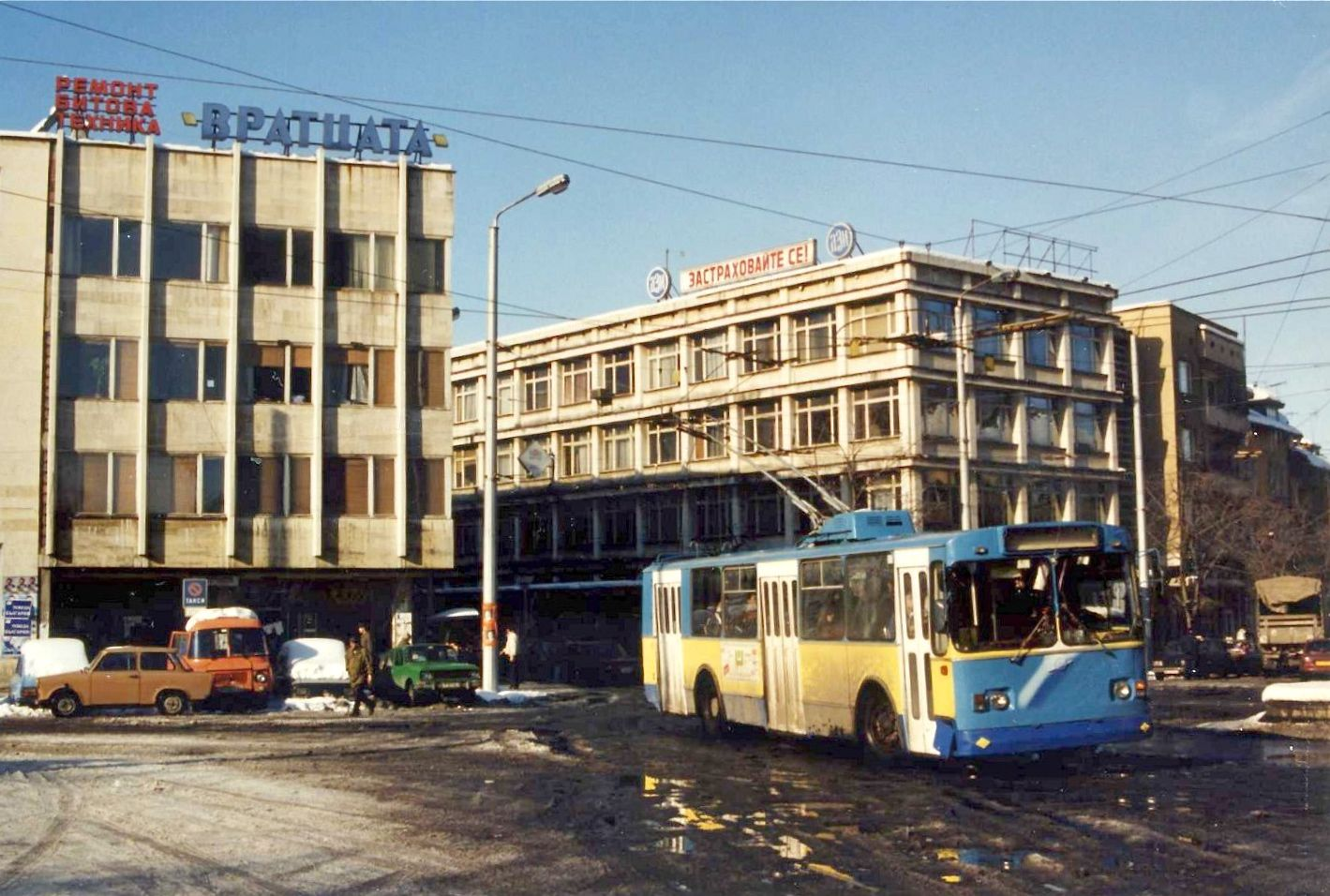
ソビエト連邦製の車両（1995年撮影）
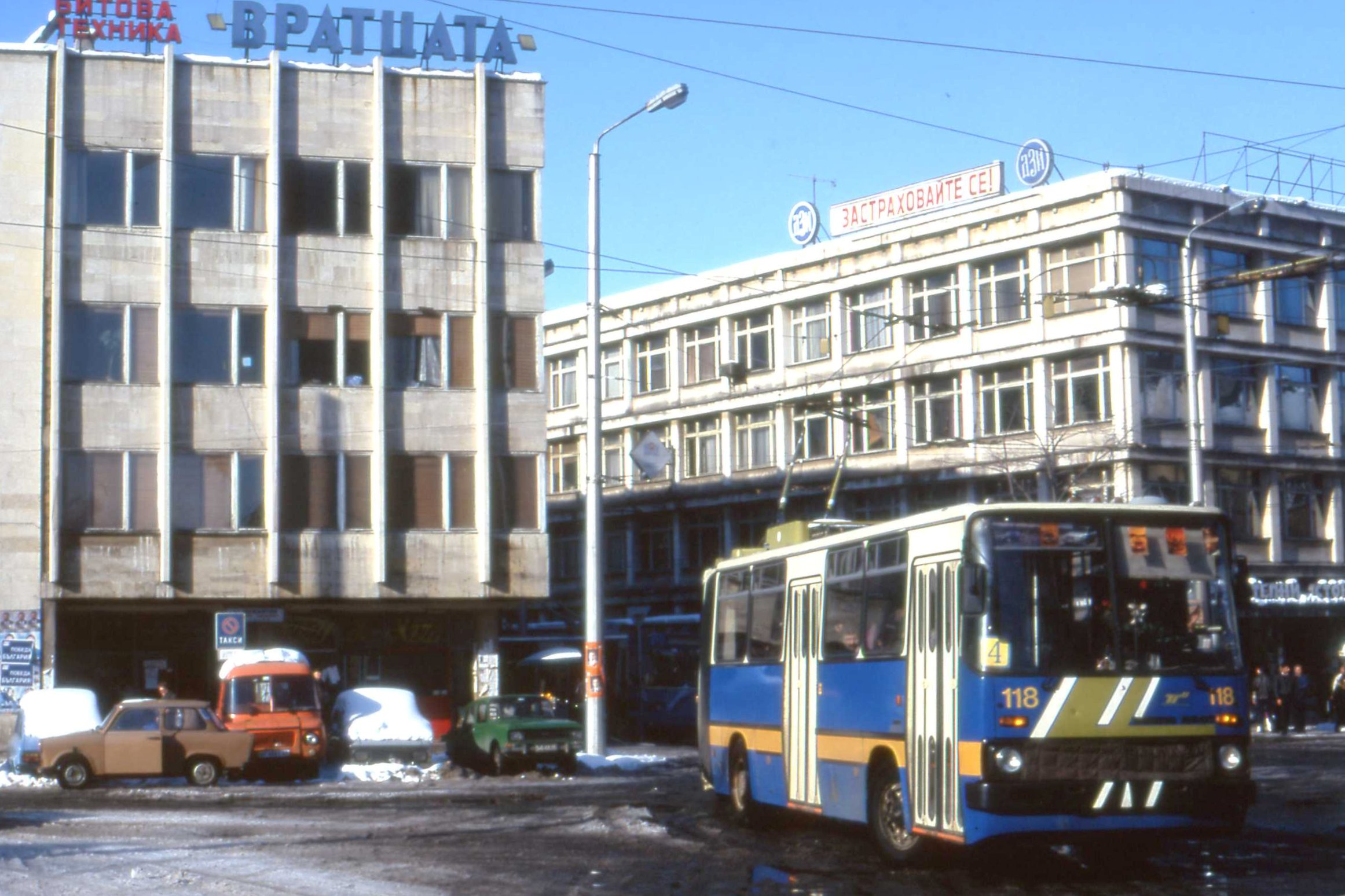
ハンガリー製の連節式車両（1995年撮影）

2025年時点での運行系統は以下の通り。
| 系統番号 | 起点                | 終点    | 備考                      |
| -------- | ------------------- | ------- | ------------------------- |
| 1        | ж.к. Дъбника бл. 26 | Химко 2 | 2号線とは経由区間が異なる |
| 2        | ж.к. Дъбника бл. 26 | Химко 2 | 1号線とは経由区間が異なる |